# 沃爾斯克利齊亞河

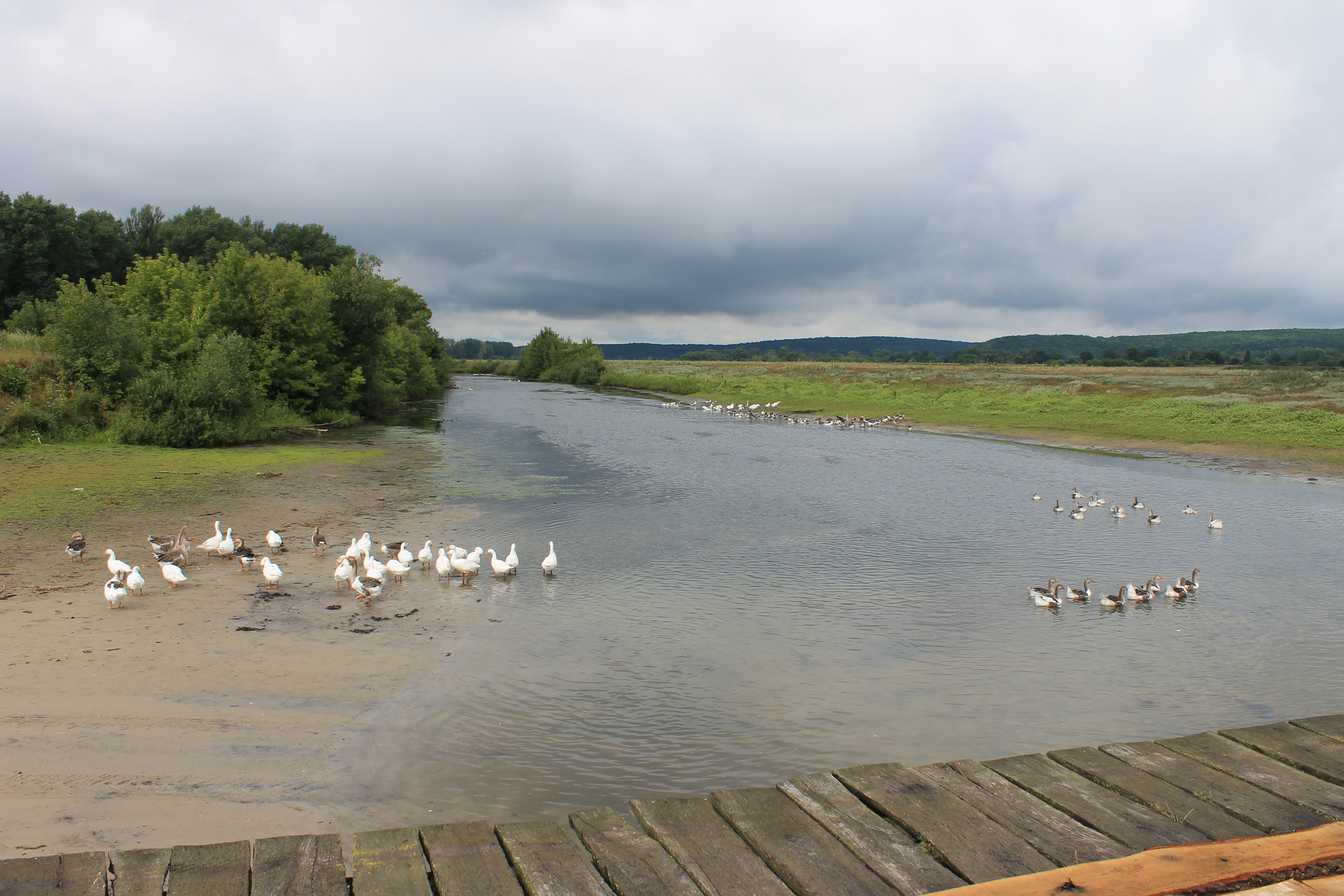

沃爾斯克利齊亞河，是東歐的河流，屬於沃爾斯克拉河的支流，流經俄羅斯別爾哥羅德州和烏克蘭蘇梅州，河道全長101公里，流域面積1,480平方公里。